# Il primo Natale
Il primo Natale è un film del 2019 diretto da Ficarra e Picone.
Ficarra e Picone sono registi, autori del soggetto e della sceneggiatura, insieme a Nicola Guaglianone e Fabrizio Testini, nonché protagonisti principali.

## Trama
Sicilia, 2019. La chiesa di un piccolo paesino, Rocca di Mezzo Sicula, organizza tradizionalmente un presepe vivente. A dirigere le preparazioni è il parroco don Valentino, un prete pignolo e molto legato all'immagine del presepe iconografico, che ha delegato alla preghiera il compito di risolvere qualsiasi impedimento, tant'è che quando gli si pone un problema davanti prega al posto di agire. Nel frattempo Salvo, un goffo ed egoista ladro di reliquie religiose, dopo aver scoperto il valore di un bambinello custodito nella chiesa di Valentino, decide di rubarlo per guadagnarci. Così, pur essendo un convinto ateo, si presenta ai provini per il presepe vivente, dove nessuno riesce a soddisfare le esigenze del prete. Solo Salvo nelle vesti di san Giuseppe riesce a ottenere la parte permettendogli di entrare nella chiesa indisturbato. 
Casualmente scoperto da Valentino durante il furto, scappa con la rappresentazione dell' infante Gesù in braccio inseguito solo dal sacerdote. Arrivato a un vicolo cieco, Salvo entra in un canneto seguendo le indicazioni di una misteriosa bambina che indossa un maglioncino rosso. Anche Valentino ottiene da lei le stesse indicazioni: i due, usciti dal canneto, si ritrovano in un deserto. Confusi e disorientati, i due vengono catturati insieme con altre persone da soldati romani. Durante la cattura, però, Salvo perde il bambinello. I due vengono messi ai lavori forzati insieme a dei rivoluzionari dai quali apprendono di essere in Palestina, al tempo della nascita di Gesù.
Fuggiti durante una rivolta e incatenati insieme per le caviglie, padre Valentino si convince che la loro unica speranza è un miracolo di Maria, poiché secondo il prete Gesù o è ancora troppo piccolo per fare miracoli o deve ancora nascere. Salvo è ancora scettico sulla esistenza di Maria e il suo unico problema è liberarsi dalle catene che lo legano a Valentino. Nel frattempo il re della Giudea Erode viene a sapere da un veggente che sta per nascere il Re dei Re e che solo due misteriosi viaggiatori venuti "da molto lontano" potranno indicargli il luogo dove nascerà.
Salvo e Valentino arrivano a Betlemme, dove vengono liberati dalle catene dal fabbro Nicodemo, il quale, dopo aver scoperto che i due non possono pagare, decide di tagliare la mano di Valentino come prevede la legge. Fortunatamente il prete viene salvato da Isacco, uno dei rivoluzionari che avevano incontrato quando erano arrivati nell'anno zero. L'uomo li accompagna dalla sua numerosa famiglia, stanca dei soprusi da parte di Erode e dei romani che li hanno derubati perfino del cibo conservato per il matrimonio del figlio più grande. Qui conosciamo Rebecca, una donna che ha perso il marito durante una battaglia contro Erode, e la figlia Sara. Salvo intanto racconta a tutti che lui e Valentino erano due grandi rivoluzionari che hanno combattuto in tutto il mondo insieme a figure come Fidel Castro, Che Guevara, Giuseppe Garibaldi e Napoleone Bonaparte, venendo creduto.
Qualche giorno dopo Valentino aiuta una donna a partorire, e suggerisce il nome di suo padre per il bambino, ovvero Calogero, ottenendo il consenso dei genitori. Salvo, affamato, ruba a casa di un esattore delle tasse cibo che vuole tenere per sé. In seguito raggirato da Sara, si ritrova al matrimonio di due dei componenti della famiglia di Isacco. In questo modo ottengono la fiducia della famiglia. Purtroppo il matrimonio viene rovinato dai soldati di Erode che, dietro pagamento, avevano saputo dal fabbro che il furto a casa dell'esattore era opera della famiglia di Isacco. Questa per la famiglia è la goccia che fa traboccare il vaso e insieme con altri rivoluzionari, gli Zeloti, decidono di uccidere il re che si recherà a fare il bagno alle terme. Salvo e Valentino, per le menzogne sulle loro avventure raccontate dal primo, vengono scelti per uccidere tramite sgozzamento le due guardie del portone.
Loro non se la sentono minimamente di fare un atto simile ma vengono minacciati da uno degli altri rivoluzionari. Arrivati dietro le guardie si fanno scoprire e Salvo tradisce i compagni pur di salvare la pelle. Così Salvo e Valentino scappano, ritrovandosi di nuovo dispersi nel deserto. E mentre Valentino accusa Salvo di aver condannato a morte gli Zeloti, incontrano un uomo anziano con un bastone da viaggio con la punta arrotondata insieme con una ragazza incinta su un asinello. Scambiandoli per Giuseppe e Maria, Valentino cerca di ricreare il presepe originale e poiché c'è la capanna e c'è l'asinello e manca solo il bue, chiede a Salvo di trovarlo. Salvo così lo ruba pur di accontentare Valentino, sperando anche che la Madonna compia il miracolo di farli tornare nel 2019, benché lui su questo ultimo punto sia molto scettico. Dopo aver scoperto l'equivoco, i due vengono scoperti e interrogati dai soldati di Erode accorsi lì per il furto del bue e si giustificano dicendo di venire da "molto lontano". I soldati comprendono così che sono i due viaggiatori della profezia e una volta incatenati li portano a Gerusalemme al palazzo di Erode.
All'inizio accolti dal re benevolmente, i due fanno amicizia anche con un ospite di Erode, proveniente dalla Sicilia, Isaia, il quale ha portato dei "cilindroni", ovvero dei cannoli primitivi. Saranno proprio loro a suggerire "cannoli" come nome e saranno sempre loro a inventare la tombola. Quando Erode inizia a fare domande su Gesù, i due vengono prima torturati, fino a quando Valentino, per salvare l'amico, racconta della stella cometa da seguire per arrivare a Gesù. I due vengono incarcerati accanto alla cella dei rivoluzionari traditi, che erano stati arrestati alle terme per colpa del loro tradimento. Gli Zeloti, tra questi Isacco e Rebecca, minacciano di ucciderli.
Condannati a morte, il giorno dopo Salvo e Valentino vengono mandati in una piccola arena con una tigre che li dovrà uccidere. Salvo sviene, mentre Valentino, sfruttando il metro laser che Salvo si era portato dal 2019, riesce a usare il fascio di luce come un giocattolo laser che manda in confusione la tigre e la fa saltare sugli spalti. Salvo si riprende e vedendo la fuga della tigre diventa ciecamente fedele scambiando quel fatto per un miracolo. Al contrario Valentino ha imparato ad agire e a non delegare tutto alla preghiera. I due salgono in groppa a due cavalli e corrono per salvare Maria, Giuseppe e Gesù bambino da Erode, consapevoli che i cattivi  saranno più lenti perché seguono la Stella cometa e non sanno che questa arriverà a Betlemme. Anche gli Zeloti durante la confusione nell'arena fuggono dalle carceri.
Mentre corrono veloci verso Betlemme, Salvo e Valentino si accorgono di una casupola e quando si avvicinano scoprono che quella dentro è la Sacra Famiglia. Senza la capanna, senza il bue e l'asinello e senza un Giuseppe barbuto, Valentino si rende conto che il presepe è diverso da quello iconografico che aveva sempre immaginato. I due chiedono a Maria il miracolo di tornare nel 2019, ma questa risponde che “i veri miracoli li fanno gli uomini”. Salvo e Valentino non capiscono al momento quelle parole e delusi invitano Maria e Giuseppe a fuggire in Egitto. Mentre la Sacra Famiglia si sta allontanando, i due ritrovano magicamente a terra il bambinello perso qualche giorno prima nel deserto e Salvo lo restituisce a Valentino, augurandogli buon natale.
Contemporaneamente si illumina un canneto e i due felici capiscono che quella è la porta per tornare nel tempo presente. Forse la Madonna ha fatto loro il miracolo. Ma proprio mentre si accingono ad entrare nel canneto vengono fermati da Rebecca e Isacco, che li accusano di essere dei traditori e minacciano di ucciderli. Salvo ammette di aver mentito, ma in quel momento da lontano arrivano gli uomini di Erode e i quattro sono costretti a nascondersi dietro un cespuglio. Valentino avverte loro della strage degli innocenti che Erode avrebbe causato non trovando Gesù. Isacco e Rebecca non credono ai due, ma poi sentono dalla viva voce di Erode che l'uccisione degli innocenti di Betlemme è una cosa vera. Salvo e Valentino decidono di passare all'azione per salvare i bambini di Betlemme e rinunciano alla possibilità di tornare nel 2019.
Forse era quello che intendeva la Madonna quando ha detto loro che i veri miracoli li fanno gli uomini. Così salgono su un cavallo e, fingendosi Maria e Giuseppe, attirano l'attenzione di Erode e dei suoi soldati, permettendo ai rivoluzionari di correre a Betlemme per avvertire gli abitanti dei propositi criminali di Erode. Salvo e Valentino riescono fortunatamente a seminarli e in seguito riescono a raggiungere le famiglie di Betlemme e i bambini che erano scappati nottetempo per sfuggire alla morte. Grazie al loro sacrificio hanno riottenuto il loro rispetto. Erode, intento a vendicarsi, chiede al fabbro di Betlemme dove sono scappati i bambini, ma questi risponde di tradire i grandi e non i bambini. Sarà il cugino di Giuseppe a farsi corrompere e rivelare al re la direzione della carovana mentre il povero fabbro verrà ucciso.
Così i soldati raggiungono il gruppo in fuga, il quale però riesce a scappare sulla nave del vecchio ospite di Erode diretto in Sicilia, Isaia. Durante il viaggio scoppia una temporale che rischia di uccidere i profughi, ma mentre un'onda gigantesca sta per sommergere la barca, Valentino e Salvo rivedono la bambina misteriosa col maglioncino rosso che avevano visto all'inizio della storia. Un attimo dopo, l'onda si abbatte sull'imbarcazione. Il mattino seguente la nave si ritroverà in Sicilia nel 2019. Tutto sembra andare bene, ma la Guardia costiera intima loro di fermarsi. Con grande delusione di tutti i naufraghi scoprono di non essere in salvo. C'è un altro problema adesso: "Io vi farei entrare", dice un uomo della Guardia costiera col megafono "ma non sappiamo dove mettervi". A questo punto a Padre Valentino viene l'idea: «So io dove metterli». Nella scena finale tutti i fuggiaschi, sorridenti e felici, fanno parte del presepe vivente del paese di Rocca di Mezzo Sicula.

## Produzione

L'acropoli di Civitavecchia di Arpino

Le scene ambientate nell'anno 0 dell'era cristiana sono state girate prevalentemente in Marocco, mentre alcune scene sono state girate in Italia, a Sora e Arpino, in provincia di Frosinone.
Le scene iniziali e finali del film, ambientate nel 2019, sono state girate presso l'acropoli di Civitavecchia di Arpino e all'interno della chiesa di San Vito martire situata sempre nelle mura ciclopiche dell'acropoli.
La scena presepiale all'interno della chiesa di don Valentino è stata realizzata dal maestro Antonio Pigozzi ed è tuttora visibile presso la Mostra del Presepio di Gazzano di Villa Minozzo - RE.

## Distribuzione
Il primo teaser trailer del film è stato distribuito il 28 settembre 2019. La pellicola è stata distribuita da Medusa Film a partire dal 12 dicembre 2019.
È uscito anche in Spagna, Germania e Russia.

## Accoglienza

### Incassi
Il film ha incassato 15350000 € circa in un mese di programmazione, di cui 3142556 € nei primi quattro giorni, diventando, così, il film di maggior successo prodotto dalla coppia di comici. Alcune critiche ha ricevuto nel suo passaggio in televisione, nel dicembre 2021 su Canale 5, a causa del suo contenuto ritenuto, da alcuni cattolici oltranzisti, blasfemo verso le figure più amate del cristianesimo. 
Ha incassato 17 milioni di euro in tutto il mondo.

## Riconoscimenti
- 2020 - Bari international Film festival (Bif&st)
  - Premio scenografia a Francesco Frigeri
- 2020 - David di Donatello
  - Vincitore David dello spettatore
- 2020 - Nastri D'argento
  - Candidato come miglior commedia
  - Candidato come miglior produttore - Attilio De Razza
  - Candidato come miglior fotografia - Daniele Ciprì
  - Candidato come miglior costumi - Cristina Francioni
  - Candidato come miglior attore non protagonista - Massimo Popolizio
- 2020 - Premio SIAE Sguardi di cinema[8]
- 2021 - Biglietto d'oro